# Saint-Péran
Saint-Péran is een gemeente in het Franse departement Ille-et-Vilaine (regio Bretagne) en telt 282 inwoners (2004). De plaats maakt deel uit van het arrondissement Rennes.

## Geografie
De oppervlakte van Saint-Péran bedraagt 9,4 km², de bevolkingsdichtheid is 30,0 inwoners per km².
De onderstaande kaart toont de ligging van Saint-Péran met de belangrijkste infrastructuur en aangrenzende gemeenten.

## Demografie
Onderstaande figuur toont het verloop van het inwonertal (bron: INSEE-tellingen).

1. ↑  Populations de référence 2022.